# Лига WABA
Женская адриатическая баскетбольная ассоциация (англ. Women Adriatic Basketball Association) — баскетбольная лига, объединяющая клубы бывшей Югославии.

## История создания
После проведения в марте 2011 года скандального «Финала четырёх» сезона 2010/11 (отказ сербского «Партизана» участвовать в финальном турнире, невыход хорватского «Госпича» на финальную игру) прекратило своё сосуществование «Международная женская баскетбольная лига (IWBL)», которая работала по аналогии мужской Адриатической лиге.
10 июня 2011 года проведено совещание среди руководителей баскетбольных клубов Сербии, Словении, Боснии и Герцеговины и Черногории, где было принято решение об учреждении нового международного баскетбольного турнира «Международная женская региональная баскетбольная лига» (серб. Međunarodne Ženske Regionalne Košarkaške Lige) при финансовой поддержке национальных ассоциаций стран-участниц лиги и утверждение Правил проведения турнира. Первые два сезона (2011/12 и 2012/13) команды играли вне своих национальных чемпионатов, лишь по окончании турнира они входили в свои чемпионаты на различных стадиях соревнования. С сезона 2013/14 турнир проводится по аналогии с еврокубками, т.е является дополнением к национальным чемпионатам.
Сезон 2014/15 стал самым расширенным в части географии, к пяти постоянным странам прибавилась македонская команда, а также итальянская «Умана Рейер». Именно она стала победителем Лиги.
С 2016 года «Международная женская региональная баскетбольная лига» изменила название на «Женскую адриатическую баскетбольную ассоциацию».

## Руководство Лиги
Президент лиги —  Србобран Филипович
Директор – Урош Краньч
Штаб-квартира:  Зеница

## Формат турнира
Турнир проводится в два этапа
1) регулярный сезон — команды играют между собой по круговой системе дома и на выезде;
2) финал четырёх — проводится на площадке одного из клубов по системе плей-офф.

## Призёры
| Год  | Финал четырёх | Финал                       | Финал          | Финал                   | Матч за 3-е место                         | Матч за 3-е место | Матч за 3-е место       |
| Год  | Финал четырёх | Победитель                  | Счёт           | Финалист                | Бронзовый призёр                          | Счёт              | 4-е место               |
| ---- | ------------- | --------------------------- | -------------- | ----------------------- | ----------------------------------------- | ----------------- | ----------------------- |
| 2012 | Зеница        | Партизан Галеника (Белград) | 74 : 65        | Целик (Зеница)          | Гемофарм Стада (Вршац) Воздовац (Белград) |                   |                         |
| 2013 | Нови-Сад      | Партизан Галеника (Белград) | 70 : 45        | Радивой Корач (Белград) | ПЕАС-Печ (Печ)                            | 79 : 74           | Войводина (Нови-Сад)    |
| 2014 | Подгорица     | Радивой Корач (Белград)     | 87 : 83 (3 ОТ) | Црвена звезда (Белград) | Атлет (Целе)                              | 57 : 50           | Будучность (Подгорица)  |
| 2015 | Целе          | Умана Рейер (Венеция)       | 69 : 52        | Радивой Корач (Белград) | Будучность (Подгорица)                    | 76 : 75 (ОТ)      | Атлет Целе (Целе)       |
| 2016 | Подгорица     | Будучность (Подгорица)      | 78 : 54        | Медвежчак (Загреб)      | Радивой Корач (Белград)                   | 63 : 41           | Кварнер (Риека)         |
| 2017 | Подгорица     | Атлет Целе (Целе)           | 61 : 57        | Берое (Стара-Загора)    | Будучность (Подгорица)                    | 44 : 41           | Монтана 2003 (Монтана)  |
| 2018 | Монтана       | Будучность (Подгорица)      | 71 : 68        | Цинкарна Целе (Целе)    | Монтана 2003 (Монтана)                    | 77 : 69           | Црвена звезда (Белград) |
| 2019 | Целе          | Берое (Стара-Загора)        | 65 : 64        | Будучность (Подгорица)  | Цинкарна Целе (Целе)                      | 83 : 70           | Црвена звезда (Белград) |
| 2020 | Стара-Загора  | Будучность (Подгорица)      |                | Цинкарна Целе (Целе)    | Монтана 2003 (Монтана)                    |                   | Берое (Стара-Загора)    |
| 2021 | Стара-Загора  | Берое (Стара-Загора)        | 66 : 56        | Будучность (Подгорица)  | Монтана 2003 (Монтана)                    | 68 : 65           | Цинкарна Целе (Целе)    |
| 2022 | Подгорица     | Цинкарна Целе (Целе)        | 58 : 51        | Будучность (Подгорица)  | Орлови (Баня-Лука)                        | 72 : 63           | Монтана 2003 (Монтана)  |
| 2023 | Подгорица     | Цинкарна Целе (Целе)        | 66 : 64        | Будучность (Подгорица)  | Войводина (Нови-Сад)                      | 64 : 56           | Монтана 2003 (Монтана)  |